# Liebigův zákon
Liebigův zákon minima, často jednoduše nazývaný Liebigův zákon nebo zákon minima, je princip vyvinutý v zemědělské vědě Carlem Sprengelem v roce 1840 a později popularizovaný Justusem von Liebigem. Tento zákon říká, že růst není určován celkovým množstvím dostupných zdrojů, ale nejvzácnějším zdrojem (omezujícím faktorem). Zákon byl také aplikován na biologické populace a modely ekosystémů pro faktory, jako je sluneční světlo nebo minerální živiny.